# 宗谷號巡視船
宗谷（日语：／ SŌYA */?、船編號：PL107）是一艘日本破冰船。於大日本帝國海軍服務期間為特務艦，後來成為海上保安廳的巡視船（巡邏船）。該船為日本初代南極觀測船，是唯一現存舊帝國海軍的艦船。到現時為止仍擁有船籍，並受日本船舶法的管轄，必要時可解開船纜航行。船名以北海道北部宗谷岬與樺太(庫頁島)之間的宗谷海峽來命名。

## 歷史

### 商船
於1936年（昭和11年）9月18日，川南工業株式會社香燒島造船接受了蘇聯商務代表購買三艘耐冰型貨輪的訂單 。這樁買賣其實是日本向蘇聯購買北滿鐵路合約中的一部份。同年12月7日，在合約中之一的耐冰型貨輪「第107番船」便於川南工業株式會社香燒島造船所（長崎縣）動工。1938年（昭和13年）2月16日，在川南工業社長的長女川南幸子參與下，這已命名為「Volochaevets」的蘇聯貨輪就在下水禮中下水了。這時，僚船「Bolshevik」與「Komsomolets」也同時期一起下水。但礙於第二次世界大戰開戰前的形勢，這準備交貨到蘇聯的貨輪，在竣工的時候就變成商船「地領丸」。同樣地，「Bolshevik」與「Komsomolets」也分別變成了「天領丸」及「民領丸」。尚且該3艘船還要達到勞氏驗船協會(Lloyd's Register)所規範的性能而需向該協會要求驗船。當中一號船「Bolshevik」在勞氏驗船協會遠東主任檢查官監察下的試航後，因不達到性能的要求被評為不合格。
該船當初是為蘇聯建造所以有耐冰能力，並且身為民間貨輪，卻裝備了於當時很珍貴的新型英國制水深探測機（聲納），因而令大日本帝國海軍對其相當有興趣。在當時的形勢，同時能進行測量業務以震懾外敵及擁有大量運載能力的船相當難求。不過，由於該船與蘇聯有合約的關係，並所以不能直接於日本海軍就役，而只能在民間會社作為貨輪航行。在1938年12月，日本海軍以227萬5000日圓購入該船。12月20日，蘇聯商務部因此時向東京民事裁判所提出訴訟，並要求退還已支付的建造費及違約賠償。該船的購入問題已發展成在蘇聯政府中駐莫斯科大使東鄉茂德需要逼切解決的大問題。在裁判期間發生諾門罕事件。最終，在1941年1月蘇聯政府與建川美次大使以政治手段交涉而解決。

### 特務艦
1940年2月20日，「地領丸」正式編入軍艦籍，海軍艦政本部將其改名為「宗谷」。其後在石川島造船所進行改裝，增設了1門8厘米單裝高角砲、25毫米聯裝機槍、測探儀室及測量作業室等。由於海軍希望該艦能填補碎冰艦「大泊」因老化造成的不足而對其相當期待，「宗谷」主要用作對千島・樺太等北洋水域的後方補給與物資輸送，還有是對同海域作為強行測量艦使用。初代特務艦長為山田雄二中佐。船身塗装改成灰色。
6月4日，「宗谷」離開船塢後航向橫須賀。用途為特務艦（運送艦），配屬於橫須賀鎮守府。最初的任務是在北樺太作調查。11月，被調配到第4艦隊並前往塞班島。1941年12月8日，在橫須賀收到日美開戰的信息。稍後立即前往楚克及拉包爾從事測量作業。在1942年，作為上陸部隊輸送船團一員參加中途島海戰。8月，前往拉包爾並轉調到第8艦隊。在8月7日，美國第一海軍陸戰師在瓜達爾卡納爾島登陸，正式打響了「瓜達爾卡納爾島戰役」。其後「宗谷」與敷設艦「津輕」、「明陽丸」（5628噸）及「第二一號掃海艇」各艦分別運送海軍陸戰隊參與佛羅里達群島之戰，以重奪圖拉吉島。8月8日，「明陽丸」被敵機以魚雷攻擊後嚴重損毀，並在翌朝沈沒。在終止作戰命令發出後，「宗谷」經由拉包爾回到楚克基地。同日，三川軍一中將率領巡洋艦部隊突入美軍艦隊，發生第一次所羅門海戰，「宗谷」及以下的陸戰隊輸送船團因而後退，令當初計畫的重奪圖拉吉島的任務毫無成果。
因戰局的推移，「宗谷」除北洋外，也經常來往南洋執行任務。1943年1月28日上午7時，美國潛水艇向「宗谷」發射4枚魚雷，當中一枚擊中右舷後方，但因該枚魚雷失靈使「宗谷」倖免於難。而這潛水艇其後被護衛艦隻「第二八號驅潛艇」以深水炸彈擊沈。可是，在美軍記錄中沒有這潛水艇的喪失記録。也有證言指出「宗谷」也有投下深水炸彈，在「宗谷」回到橫須賀時，船上確實備有深水炸彈。隨著戰局惡化，開始活躍於瓜達爾卡納爾島撤退。在2月17日的特鲁克空袭中﹐因進行回避行動中而座礁，在翌日2月18日的空襲中擊墜一架美軍軍機，不過有9名人員戰死，其後發出全員退艦(撤離)命令。19日，因滿潮的關係「宗谷」竟然浮離礁石，驚訝不已的乘員再次返回艦上。就這樣「宗谷」奇跡般的成功脱出，但當時艦長天谷嘉重大佐因深感自責，在1944年12月16日以手槍自殺。1945年5月29日，姊妹船「天領丸」被美軍潛水艇擊沈。6月26日，「宗谷」與第126船團（「神津丸」、「永觀丸」、海防艦「四坂」、「第五一驅潛艇」）共同向船越灣大釜崎沖航行，途中「神津丸」與「永觀丸」被美軍潛水艇「鯛魚」號的魚雷擊沈。「宗谷」以深水炸彈還擊，成功擊退「鯛魚」號並令其受損。8月2日，在橫須賀進入船塢時，與戰艦「長門」、醫院船「冰川丸」受到空襲。其間敵機投下的副油箱飛到「宗谷」引擎室內，幸因鍋爐未升火而沒有爆炸。日本敗戰時，位於北海道室蘭港中。
終戰後，軍隊被解散，退役的宗谷號回歸載運任務，主要來回小樽至樺太之間將日本軍民送回日本本土。

### 巡視船
其後，海上保安廳需要擁有破冰能力的燈塔補給船配屬於鄂霍次克海，原本預定使用碎冰艦「大泊」，但由於其老化速度為意料之外，最後「大泊」的任務轉到「宗谷」身上。當年，日本海軍購買「宗谷」的目的就是填補「大泊」能力上的不足，作為新銳碎冰艦竣工前的過渡品。

#### 南極觀測船

往南極的航路

1956年（昭和31年）11月8日 日本由於參加了國際地球觀測年前往南極進行觀測，所以必需要南極觀測船。原本屬意於國鐵的「宗谷丸」作為候選，因其破冰能力及船上的空間均比「宗谷」為優，但考量改造上的預算問題、耐冰構造及船隻本身的極佳運氣，最後選定「宗谷」為南極觀測船。其後「宗谷」被送到日本鋼管淺野船渠，接受主要為大幅強化船體及加強耐冰能力的大改裝。
作為初代南極觀測船，「宗谷」由東京水產大學（現東京海洋大學）的伴隨船「海鷹丸」的跟隨下向南極出發。1957年（昭和32年）1月29日，第1次南極地域觀測隊於南緯69度00分22秒、東經39度35分24秒的釣鉤島(Ongul Island)哈拉爾王子海岸(Prince Harald Coast)開設了昭和基地，而「宗谷」在哈拉爾王子海岸靠岸期間，在船上開設了「哈拉爾王子海岸宗谷船上郵局（プリンスハラルド宗谷船内郵便局）」。在回程途中因被厚冰圍困，要在當時蘇聯最新的破冰船「鄂畢」號(Оb)救援下才能艱辛地成功擺脱浮冰。「鄂畢」號在破冰前進時，並沒有拋離「宗谷」，仍然留意著其差弱的性能。
其後「宗谷」在1958年（昭和33年）需要美國破冰船「伯頓島」號(Burton Island)的援助，而1960年（昭和35年）再次被「鄂畢」號所救。「宗谷」每次派遣後都需要修理及改裝，合計總共進行了6次南極觀測任務。

#### 其後
1962年（昭和37年） 將其南極觀測任務轉讓給後繼南極觀測船「富士」（ふじ），並再次恢復巡視船身份執行通常任務。配屬於北海道。

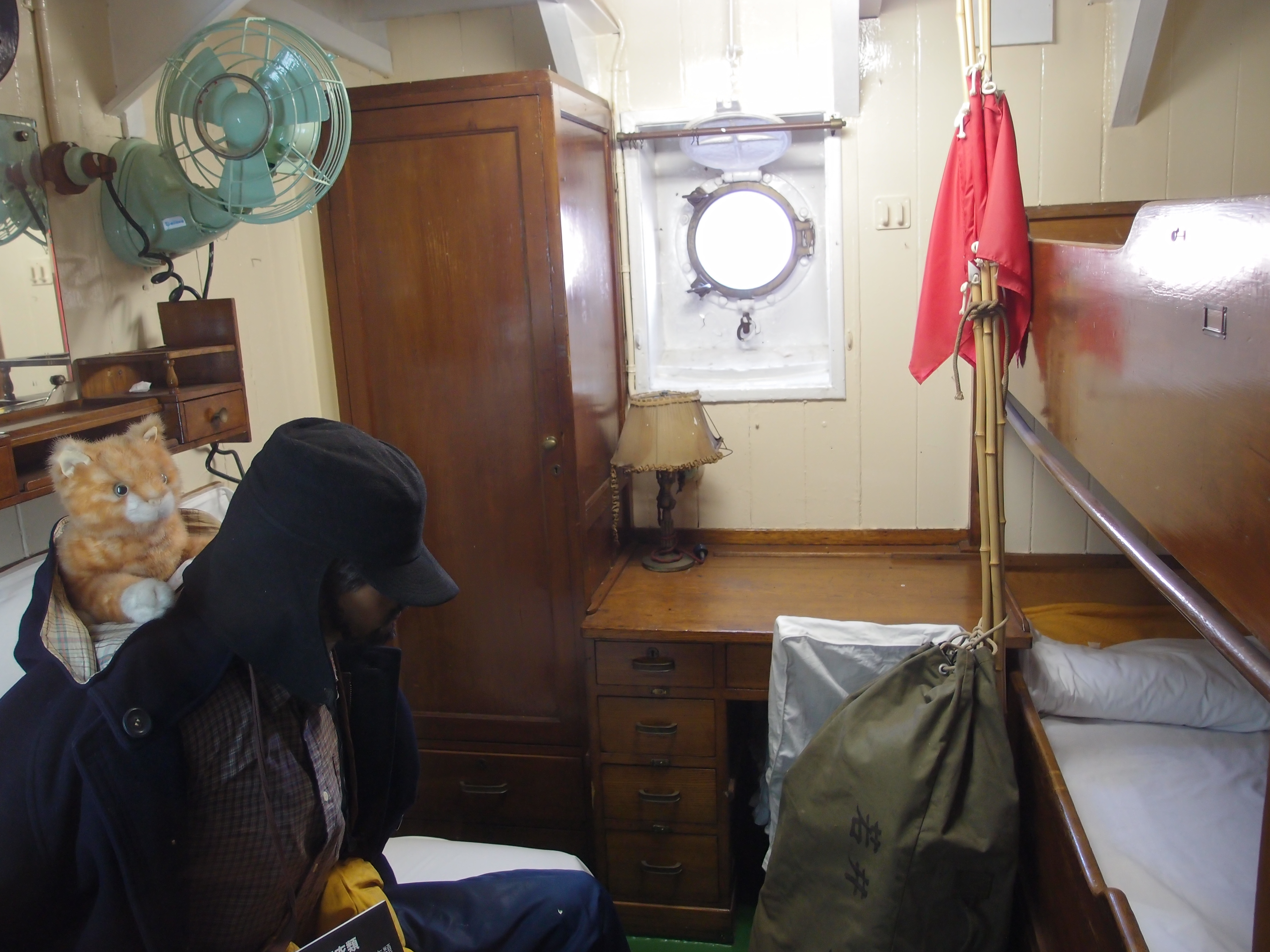
船內居住艙

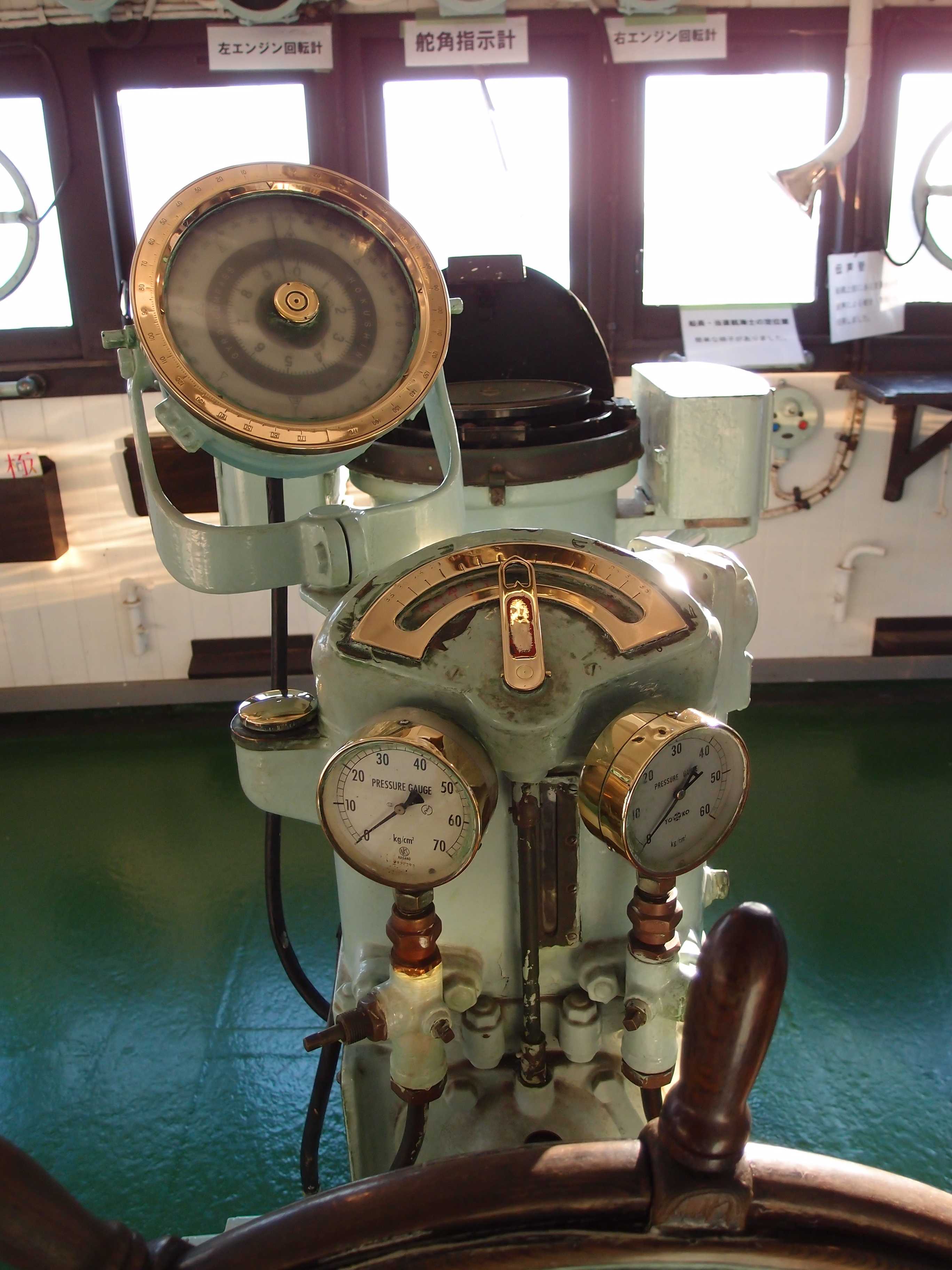
舵輪

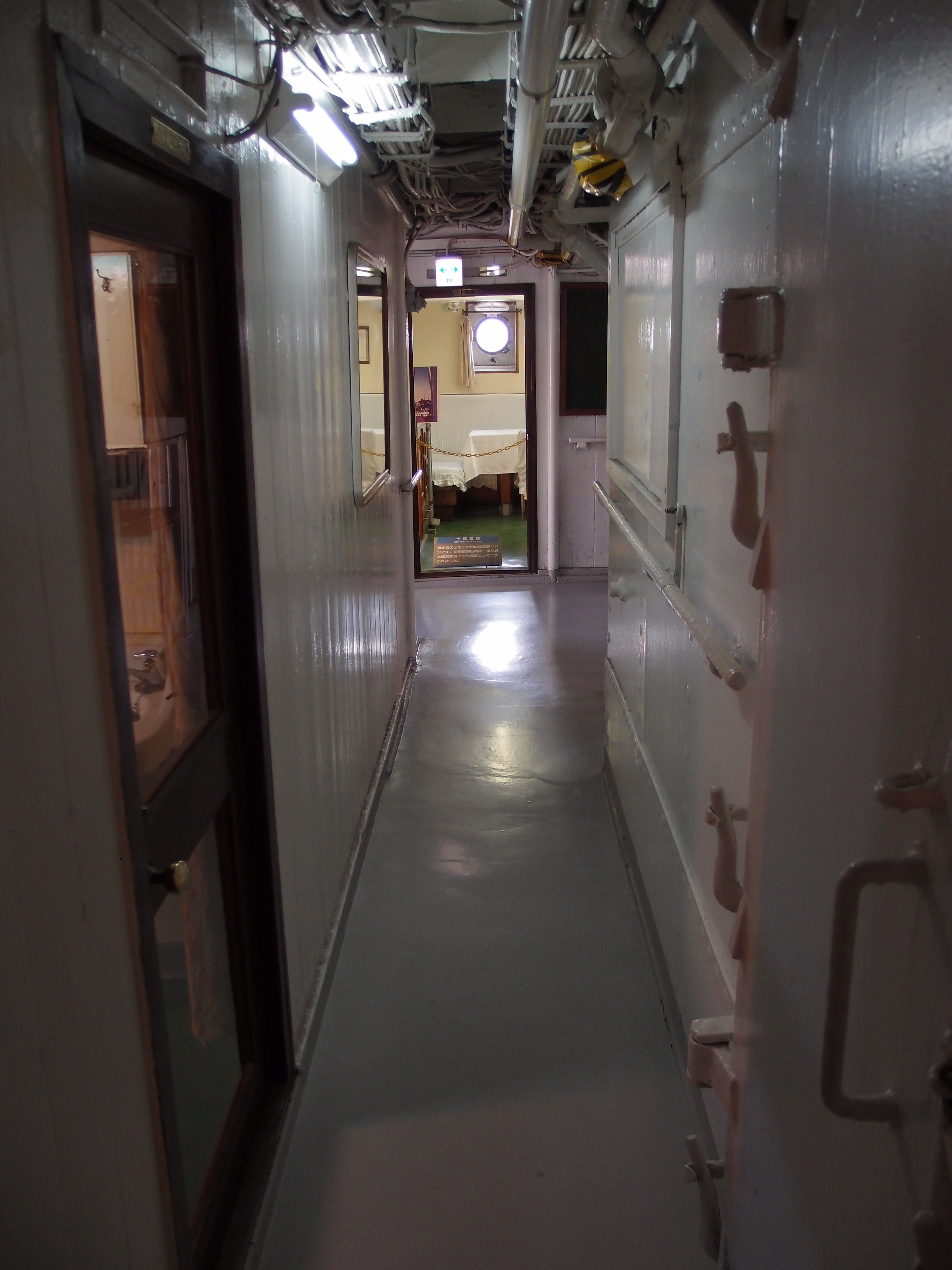
戰前風格木質裝修

1970年（昭和45年）3月，有19隻漁船因暴風雪及浮冰而遇險，其後由「宗谷」前往拯救。在惡劣天氣底下，最後成功幫助漁船安全脫險。
1978年（昭和53年）10月2日 退役。其生涯合共拯救了1000條以上的生命。而代替船為當時新建造的直昇機搭載型巡視船「宗谷」（そうや、船編號：PLH01、現役）。

### 展覽
1979年（昭和54年）5月開始，「宗谷」開始在東京台場的船之科學館作一般性展覽。
2010年（平成22年）由於2010年智利大地震所引發的海嘯，船之科學館暫停了「宗谷」的乘船展覽。
在下水開始已經過70年，由本來為商船，更改為軍艦、南極觀測船及巡視船，還經歷過各種酷劣的環境及長年來無間斷的使用，在退役後亦因繫留及多年的老化，需要不少的資金維持其管理，所以有時會為其進行籌款活動。

## 要目

### 1944年
- 基準排水量：3,800噸
- 全長：77.5米
- 全闊：12.8米
- 速度：12節
- 引擎：鍋爐2座、蒸汽引擎1座1軸
- 出力：1,597匹
- 續航距離：8.5節4,080浬
- 兵裝：四〇口徑三年式八厘米高角砲1座、九六式二十五毫米高角機槍2挺、深水炸彈10個

### 1978年
- 總重量：4,100噸
- 全長：83.3米
- 全闊：15.8m（連船腹）
- 速度：13.5節
- 引擎：柴油引擎2座2軸
- 出力：4,800匹
- 續航距離：12.5節15,000浬

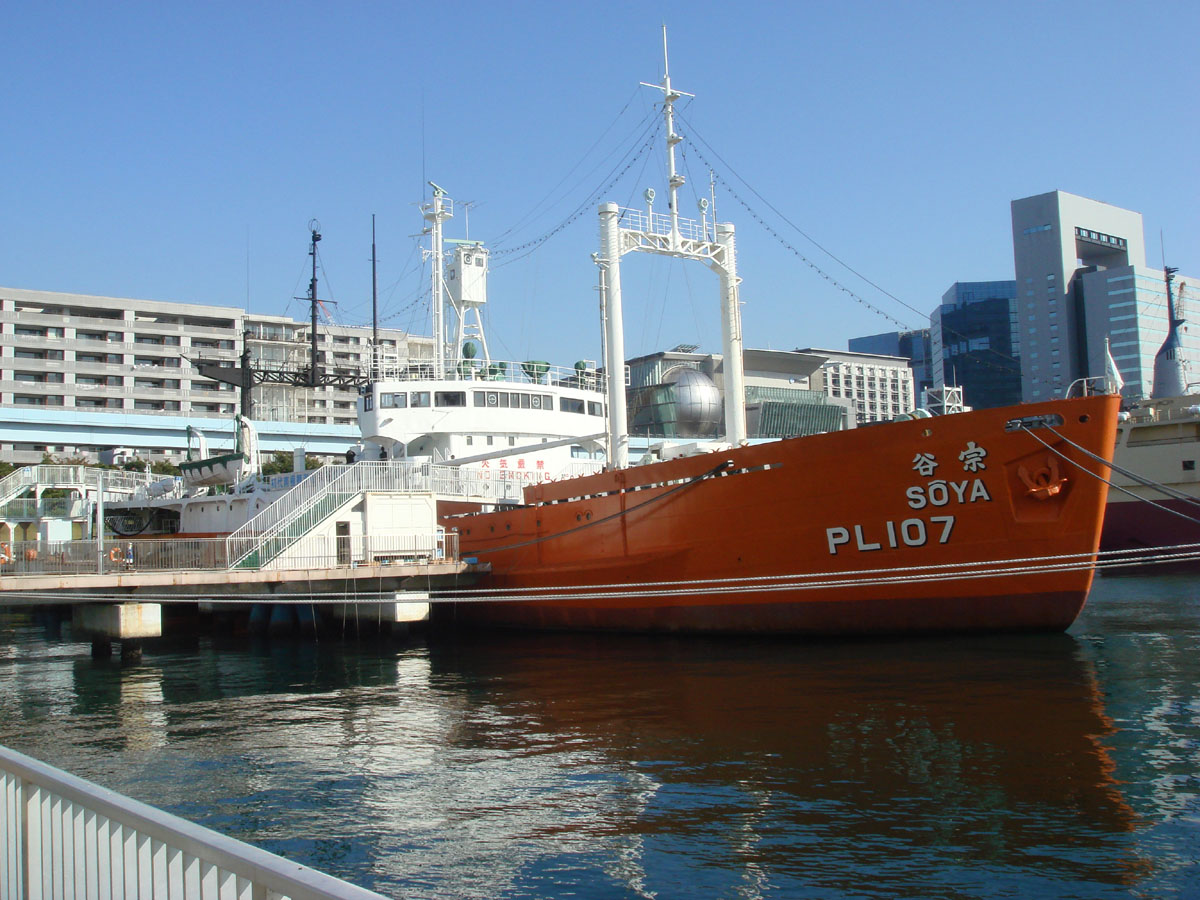
在船之科学館展覽中的「宗谷」

- 艦載機：西科斯基S-58型直昇機2架
德哈維蘭加拿大DHC-2「昭和號」1架（同樣是露天停泊）
- 破冰能力：1米
- 貨物積載量：500噸（觀測用物資、初期值為450噸）

※是初，為了配置小型的貝爾47G觀測直昇機作艦載機，在直昇機甲板前方設有飛機庫。後來，將艦載機改為大型西科斯基S-58的時候，因為飛機庫容量不足，所以在第3次改裝時將其拆掉並將甲板擴大，所有直昇機改為露天停泊。

## 以宗谷為題材的作品

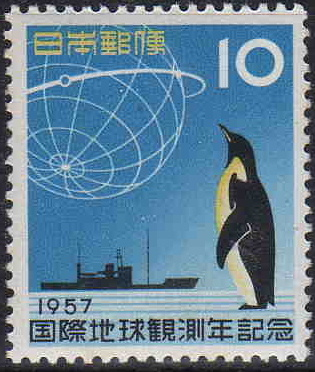
日本發行的國際地球觀測年記念郵票。當中描繪了「宗谷」的剪影。

- NHK的節目「PROJECT X」（『運命之船・宗谷進發』 2001年2月13日）播放「宗谷」活躍時期的情況。
- 本船的生涯在1984年（昭和59年）被改編為電視動畫，以為名在東京電視台播放放映 。
- 由文部省（現：文部科學省）所委託而開發的性愛娃娃（辯天小姐）與南極地域觀測隊於乘船時談及的傳言。就是性愛娃娃的別稱「南極1號」的由來。

## 關聯項目
- 大日本帝國海軍艦艇列表
- 三代目南極觀測船 白瀨（初代）（しらせ）
- 四代目南極觀測船 白瀨（二代）（しらせ）
- 南極物語 - 描寫太郎與次郎的電影
- 島居辰次郎
- 南極大陸 (電視劇)

## 註腳
1. 大野芳『特務艦「宗谷」の昭和史』8頁
2. 1 2

## 外部連結
- （日語）
- （日語）
- （日語）
- （日語） (flash movie)